# Leonard Ceglarski
Leonard « Len » Stanley Ceglarski (né le 27 juin 1926 à Walpole (Massachusetts) et mort le 16 décembre 2017) est un joueur américain de hockey sur glace.

## Carrière
Leonard Ceglarski participe aux Jeux olympiques d'hiver de 1952 et remporte la médaille d'argent avec les États-Unis ; il dispute huit rencontres au cours du tournoi.
Leonard Ceglarski meurt le 16 décembre 2017 à l'âge de 91 ans.

## Titre
- Médaille d'argent aux Jeux olympiques de 1952 à Oslo en Norvège